# Torneo Rio-San Paolo 1933
Il Torneo Rio-San Paolo 1933 (ufficialmente in portoghese Torneio Rio-São Paulo 1933) è stato la prima edizione del Torneo Rio-San Paolo.

## Formula
Le 12 squadre partecipanti si affrontano in partite di andata e ritorno. Vince il torneo la squadra che totalizza più punti.
Le partite disputate tra squadre dello stesso stato sono valide anche per i rispettivi campionati statali (Campionato Carioca per le squadre di Rio de Janeiro e Campionato Paulista per quelle di San Paolo).

## Partecipanti
| Squadra          | Città          | Stato          |
| ---------------- | -------------- | -------------- |
| America-RJ       | Rio de Janeiro | Rio de Janeiro |
| Bangu            | Rio de Janeiro | Rio de Janeiro |
| Bonsucesso       | Rio de Janeiro | Rio de Janeiro |
| Corinthians      | San Paolo      | San Paolo      |
| Fluminense       | Rio de Janeiro | Rio de Janeiro |
| Palestra Itália  | San Paolo      | San Paolo      |
| Portuguesa       | San Paolo      | San Paolo      |
| S.P. da Floresta | San Paolo      | San Paolo      |
| Santos           | Santos         | San Paolo      |
| São Bento        | Sorocaba       | San Paolo      |
| Vasco da Gama    | Rio de Janeiro | Rio de Janeiro |
| Ypiranga-SP      | San Paolo      | San Paolo      |

## Risultati
| Casa/Trasferta        | AME | BAN | BON | COR | FLU | PAL | POR | SPA | SAN | SBE | VAS | YPI |
| --------------------- | --- | --- | --- | --- | --- | --- | --- | --- | --- | --- | --- | --- |
| America-RJ            |     | 3-7 | 1-1 | 2-0 | 3-0 | 0-4 | 2-5 | 1-1 | 3-1 | 3-2 | 1-3 | 5-1 |
| Bangu                 | 6-2 |     | 4-3 | 2-1 | 2-0 | 4-3 | 2-1 | 0-1 | 2-0 | 6-2 | 2-2 | 4-0 |
| Bonsucesso            | 2-1 | 0-5 |     | 3-0 | 0-1 | 1-3 | 0-1 | 5-4 | 0-0 | 3-4 | 1-1 | 3-2 |
| Corinthians           | 3-0 | 4-3 | 3-0 |     | 0-0 | 0-8 | 1-0 | 1-6 | 0-6 | 2-0 | 3-2 | 3-2 |
| Fluminense            | 4-2 | 0-4 | 5-2 | 1-2 |     | 1-2 | 2-2 | 2-5 | 1-2 | 2-1 | 3-1 | 7-0 |
| Palestra Itália       | 0-1 | 6-0 | 3-3 | 5-1 | 4-1 |     | 1-1 | 3-2 | 3-1 | 2-0 | 2-1 | 2-1 |
| Portuguesa            | 5-3 | 3-3 | 3-2 | 3-0 | 1-1 | 3-1 |     | 0-2 | 4-2 | 3-3 | 3-1 | 1-0 |
| San Paolo da Floresta | 7-4 | 4-1 | 1-0 | 4-2 | 3-0 | 0-1 | 2-2 |     | 4-1 | 5-0 | 5-1 | 7-1 |
| Santos                | 1-3 | 2-3 | 3-0 | 3-3 | 4-3 | 3-4 | 0-6 | 2-6 |     | 1-0 | 2-2 | 6-2 |
| São Bento             | 6-3 | 2-1 | 2-2 | 0-1 | 1-1 | 0-3 | 3-5 | 0-1 | 1-4 |     | 0-2 | 3-0 |
| Vasco da Gama         | 3-0 | 3-0 | 3-3 | 1-0 | 0-1 | 1-2 | 1-0 | 3-1 | 4-0 | 2-0 |     | 6-0 |
| Ypiranga-SP           | 3-4 | 4-4 | 0-1 | 0-1 | 0-2 | 0-5 | 1-5 | 1-4 | 3-2 | 0-1 | 2-1 |     |

## Classifica
| Pos. | Squadra          | Pt | G  | V  | N | P  | GF | GS | DR  |
| ---- | ---------------- | -- | -- | -- | - | -- | -- | -- | --- |
| 1.   | Palestra Itália  | 36 | 22 | 17 | 2 | 3  | 67 | 25 | +42 |
| 2.   | S.P. da Floresta | 34 | 22 | 16 | 2 | 4  | 75 | 31 | +44 |
| 3.   | Portuguesa       | 30 | 22 | 12 | 6 | 4  | 57 | 33 | +24 |
| 4.   | Bangu            | 29 | 22 | 13 | 3 | 6  | 65 | 46 | +19 |
| 5.   | Vasco da Gama    | 24 | 22 | 10 | 4 | 8  | 44 | 31 | +13 |
| 6.   | Corinthians      | 22 | 22 | 10 | 2 | 10 | 31 | 51 | -20 |
| 7.   | Fluminense       | 20 | 22 | 8  | 4 | 10 | 38 | 41 | -3  |
| 8.   | America-RJ       | 18 | 22 | 8  | 2 | 12 | 47 | 65 | -18 |
| 9.   | Santos           | 17 | 22 | 7  | 3 | 12 | 46 | 57 | -11 |
| 10.  | Bonsucesso       | 16 | 22 | 5  | 6 | 11 | 35 | 50 | -15 |
| 11.  | São Bento        | 13 | 22 | 5  | 3 | 14 | 31 | 52 | -21 |
| 12.  | Ypiranga-SP      | 5  | 22 | 2  | 1 | 19 | 23 | 77 | -54 |

## Classifica marcatori
| Gol |  |  | Giocatore         | Squadra          |
| --- |  |  | ----------------- | ---------------- |
| 33  |  |  | Waldemar de Brito | S.P. da Floresta |
| 22  |  |  | Tião              | Bangu            |
| 15  |  |  | Luisinho          | S.P. da Floresta |
| 15  |  |  | Ladislau          | Bangu            |